# Praça Martim Moniz
Praça Martim Moniz é uma praça em Lisboa, Portugal que leva o nome de Martim Moniz, constituindo-se como uma das mais emblemáticas praças da capital portuguesa.
Existem paragens do Metro de Lisboa "Martim Moniz" e do elétrico de Lisboa na praça.
Em fevereiro de 2024, a Câmara Municipal de Lisboa apresentou o novo projeto de requalificação da praça.